# Znak (statistika)
Znak (též někdy atribut) je termín používaný ve statistice pro vlastnosti statistických jednotek (zkoumaných objektů). Znaky, které používáme k vymezení statistického souboru, nazýváme identifikační znaky, případně statistické znaky; znaky, které jsou předmětem statistického zkoumání, nazýváme sledované (zjišťované) znaky.
Znaky lze rozdělit na jednoduché neboli skalární (tvořené jednou hodnotou) a vícerozměrné neboli vektorové (složené z více hodnot).
Je-li znak operacionalizován a reprezentován v podobě standardizovaných záznamů, nazývá se proměnná. Například znak "výška pokusné osoby" může být v datovém souboru vyjádřen proměnnou obsahující položky jako "180 cm" a "167 cm".
U proměnných se rozlišují různé typy, které klasifikují povahu informací obsažených v proměnných statistického datového souboru (datové matice), a zároveň určují, jaké operace můžeme s hodnotami znaků provádět. Psycholog Stanley Smith Stevens vyvinul nejznámější klasifikaci se čtyřmi úrovněmi měření:
1. nominální (kvalitativní, slovní, anglicky nominal),
2. pořadové (ordinální, anglicky ordinal),
3. intervalové (anglicky interval) a
4. poměrové (anglicky ratio).[1] [2]

Tato klasifikace je založena na datech používaných v psychologii a jiným disciplínám nemusí stačit, proto byly vyvinuty i jiné, podrobnější klasifikace, například Mostellerova-Tukeyho a Chrismanova.

## Stevensova typologie

### Přehled
Stevens klasifikaci navrhl roku 1946 v časopise Science v článku nazvaném “On the theory of scales of measurement”. Zde napsal, že všechna měření ve vědě se provádějí s použitím čtyř různých typů škál, které nazval nominální, ordinalní, intervalové a poměrové. Tím zahrnul jak kvalitativní měření (u něho nominální typ), tak i kvantitativní (podle kvality získaných dat ostatní typy škál). Jeho typologii později matematicky upřesnili matematičtí psychologové Theodore Alper (1985, 1987), Louis Narens (1981a, b) a R. Duncan Luce (1986, 1987, 2001).

#### Porovnání
Pro lepší přehled jsou jako „Matematické operátory“, „Dostupné operace“ a „Příklady charakteristik“ uvedeny pouze ty, které daná úroveň měření zavádí. Vyšší typ škály umožňuje použít i operace z předchozích úrovní.
| Škála       | Měří                  | Matematické operátory | Dostupné operace      | Příklady charakteristik                  |
| ----------- | --------------------- | --------------------- | --------------------- | ---------------------------------------- |
| Nominální   | Klasifikace, členství | =, ≠                  | Seskupování, četnost  | Modus                                    |
| Pořadová    | Srovnání, úroveň      | >, <                  | Řazení                | Medián a jiné kvantily                   |
| Intervalová | Rozdíl, afinita       | +, -                  | Odstup mezi hodnotami | Aritmetický průměr a směrodatná odchylka |
| Poměrová    | Velikost, množství    | ×, /                  | Poměr hodnot          | Geometrický průměr, variační koeficient  |

Zvláštním případem jsou dichotomické znaky nabývající dvou možných hodnot (např. pravda / nepravda, nemocný / zdravý, vinný / nevinný). Ta bývají někdy zařazována mezi pořadové škály, ale podle svého charakteru mohou být chápána a zpracovávána také jako nominální nebo i (po překódování na jedničky a nuly) jako intervalová měření s jednotkovým odstupem mezi úrovněmi.

### Nominální úroveň měření
Nominální typ rozlišuje mezi položkami nebo předměty pouze na základě jejich jmen nebo na základě kategorií a dalších kvalitativních klasifikací, do kterých jsou zařazeny. Měření zde zahrnuje konstrukci klasifikací a klasifikaci položek. Nalezení výjimky ze zavedené klasifikace lze považovat za vědecký pokrok (například nalezení živočicha, kterého nelze zařadit k žádnému známému druhu, znamená objev nového živočišného druhu). Čísla lze použít k reprezentaci hodnot proměnných, ale číselná hodnota zde nevyjadřuje význam nebo vztah: například číslo okresu nebo číslo občanského průkazu.
Příklady nominálních klasifikací: pohlaví, státní příslušnost, národnost, jazyk, žánr, styl, název chemické sloučeniny nebo biologický druh.
Nominální škály a odpovídající měření byly často označovány slovem kvalitativní. Rozvoj kvalitativního výzkumu však toto ztotožnění zpochybnil.
Čísla mohou být nominálním měřením přiřazena jako štítky, ale nemají žádnou specifickou číselnou hodnotu nebo význam. Nelze s nimi provádět smysluplné aritmetické výpočty (+, -, ×, aritmetický průměr apod.). Jediné přípustné operace jsou rovnost a nerovnost a z nich odvozené množinové operace (sjednocení, průnik atd.). Jako střední hodnotu lze použít jedině modus, tedy nejčastěji se vyskytující hodnotu; medián ani průměr zde nedávají smysl. Nominální úroveň je ze statistického hlediska nejnižší úroveň měření.

### Pořadové škály
Pořadový typ umožňuje stanovit pořadí (1., 2., 3. atd.), podle kterého lze data třídit, ale stále neumožňuje určit relativní velikost rozdílu mezi položkami. Příklad může být škála odpovědí na likertovské otázky při psychologickém či sociologickém měření postojů: „zcela souhlasím“, „spíše souhlasím“, "ani souhlas, ani nesouhlas" „spíše nesouhlasím“, „zcela nesouhlasím".
Medián, tedy prostřední prvek podle pořadí, lze použít jako míru střední hodnoty vedle modu, nelze však používat aritmetický průměr.

### Intervalové škály
Intervalový typ umožňuje stanovit velikost rozdílu mezi položkami, ale ne poměr mezi nimi. Příklady zahrnují teplotu na Celsiově stupnici, která má dva pevně definované body (bod tání a bod varu vody za určitých podmínek) a prostor mezi nimi dělí na 100 stejných stupňů, datum měřené od libovolného počátku (například od odhadovaného narození Ježíše Krista) nebo směr měřený ve stupních od severního pólu. Poměry nejsou významné: o tělese teplém 20 °C nelze říci, že je „dvakrát teplejší“ než těleso na 10 °C. Ani násobení a dělení nelze provádět přímo mezi dvěma měřeními teploty nebo daty. Lze však vyjádřit poměry rozdílů; například jeden rozdíl může být dvakrát větší než jiný. Proměnné intervalového typu odpovídají matematickému pojmu afinní prostor (konkrétně afinní přímka u jednorozměrné, skalární škály).
Modus, medián a aritmetický průměr dovolují měřit střední hodnotu intervalových proměnných, zatímco míry statistického rozptylu zahrnují variační rozpětí (rozsah) a směrodatnou odchylku. Nelze definovat statistiky, které vyžadují počítat poměry, například variační koeficient. Z momentů lze použít centrální momenty a lze definovat standardizované momenty, protože poměry rozdílů jsou smysluplné.

### Poměrové škály
Název poměrový vychází z toho, že měření je odhadem poměru mezi velikostí spojité veličiny a jednotkovou velikostí stejného druhu (Michell, 1997, 1999). Poměrová stupnice má významnou (jedinečnou a nikoli libovolně stanovenou) nulovou hodnotu. Většina měření ve fyzikálních vědách a inženýrství se provádí na poměrových stupnicích. Příklady zahrnují hmotnost, délku, trvání v čase, rovinný úhel, energii a elektrický náboj. Poměry hodnot jsou nyní smysluplné, protože pevná nulová hodnota umožňuje říkat, že jeden objekt má například “dvojnásobnou délku” než jiný. Kelvinova stupnice teploty je poměrová, protože má unikátní a významný nulový bod nazvaný absolutní nula.
Kromě již uvedených statistik lze použít i geometrický průměr a harmonický průměr jako míry střední hodnoty. Studentizovaný rozsah a variační koeficient mohou měřit statistickou disperzi. Jsou povoleny všechny statistiky, protože jsou definovány všechny matematické operace.